# Led Zeppelin (album)
Led Zeppelin là album phòng thu đầu tay của ban nhạc rock người Anh, Led Zeppelin. Album được thu vào tháng 10 năm 1968 tại phòng thu Olympic Studios ở London và được phát hành bởi hãng Atlantic Records ngày 12 tháng 1 năm 1969 tại Anh, và ngày 31 tháng 3 tại Mỹ. Với sự đóng góp của mỗi thành viên trong nhóm, album là sự pha trộn giữa blues và rock. Album cũng mang tới một số lượng lớn người hâm mộ cho ban nhạc – những người mang âm thanh của hard rock gắn liền với phong trào phản văn hóa tới 2 bên bờ Đại Tây Dương.
Cho dù album này hầu hết nhận được những đánh giá chuyên môn tiêu cực, nhìn chung đây vẫn là một sản phẩm thành công để rồi sau đó các đánh giá dần trở nên tích cực hơn. Năm 2003, Led Zeppelin được xếp hạng 29 trong danh sách "500 album vĩ đại nhất" của tạp chí Rolling Stone và giữ nguyên vị trí này vào năm 2012. Năm 2004, album được vinh danh tại Grammy Hall of Fame.

## Hoàn cảnh ra đời
Tháng 8 năm 1968, The Yardbirds chính thức tan rã. Jimmy Page là thành viên duy nhất còn lại của ban nhạc, được quyền hợp pháp sử dụng tên cũng như giải quyết những hợp đồng về tour diễn của nhóm tại Scandinavia. Page muốn thành lập ban nhạc của riêng mình và liền tuyển tay bass John Paul Jones, ca sĩ Robert Plant và tay trống John Bonham. Tháng 9 năm 1968, họ đi tour tại Scandinavia dưới tên The New Yardbirds, trình diễn nhiều ca khúc từ thời The Yardbirds cùng vài sáng tác mới như "Communication Breakdown", "I Can't Quit You Baby", "You Shook Me", "Babe I'm Gonna Leave You" và "How Many More Times". Sau khi quay trở lại Anh vào tháng 10 cùng năm, Page quyết định đổi tên nhóm thành Led Zeppelin, tất cả cùng tới phòng thu Olympic Studios tại London để thực hiện album đầu tay của ban nhạc mới.

## Thu âm và sản xuất

### Thu âm
Trong bài phỏng vấn năm 1990, Page nói rằng album này được thực hiện trong vòng khoảng 36 giờ (được rải rác trong nhiều tuần) tại phòng thu (tính cả thời gian trộn âm), và anh biết rõ điều này qua việc nhớ hóa đơn số tiền phải trả. Một trong những lý do chính mà đợt thu không phải kéo dài là vì hầu hết những nhạc cụ cần thiết cho album đều đã được ban nhạc thử nghiệm và hòa âm trong tour diễn tại Scandinavia vào tháng 9 năm 1968. Page giải thích: "[Ban nhạc] đã hoàn chỉnh dần phần hòa âm kể từ tour diễn tại Scandinavia và tôi biết những âm thanh mà tôi cần. Tất cả chúng đều xuất hiện đồng thời một cách khó tin."
Do ban nhạc chưa ký hợp đồng với nhãn đĩa Atlantic Records, quản lý riêng của Page và Plant, Peter Grant, đã trả toàn bộ số tiền thuê phòng thu, vậy nên họ cũng không muốn phải tốn kém vì mất nhiều thời gian tại đó. Trong một bài phỏng vấn khác, Page cho rằng việc tự bỏ tiền túi ra sản xuất đã đảm bảo việc tự do sáng tác "Tôi muốn việc sáng tác phải như một chiếc gọng kìm, bởi vì tôi đã biết chính xác những gì tôi muốn trong khoảng thời gian này. Thực tế, tôi đã đầu tư và thu âm hoàn chỉnh album thứ nhất trước khi tới với Atlantic... Đó không phải là thứ gì lạ lẫm một khi bạn muốn đi trước trong việc thực hiện album – chúng tôi đã tới Atlantic với những cuốn băng trong tay... Câu trả lời của Atlantic là rất tích cực, ý tôi là họ đã ký hợp đồng với chúng tôi, phải không?"
Tổng số tiền mà ban nhạc phải trả cho phòng thu là vào khoảng 1.782£. Nhà nghiên cứu Dave Lewis ghi nhận "The Beatles từng chỉ mất 12 tiếng để thực hiện album đầu tay tại Abbey Road; rõ ràng rất ít khi phòng thu được sử dụng một cách hợp lý nhất về mặt kinh tế. Album đầu tay của Led Zeppelin đã kiếm về được tới 3,5 triệu £, tức là tương đương tới 2.000 lần kinh phí mà họ đã đầu tư cho nó!"
Để thu âm album, Page đã sử dụng chiếc guitar Fender Telecaster được vẽ theo phong cách psychedelic – món quà từ Jeff Beck sau khi anh thực hiện lời hứa đưa Page vào The Yardbirds vào năm 1965 để thay thế lead guitar Eric Clapton. Đây cũng là điều khác biệt so với những chiếc guitar mà sau này Page sử dụng trong các album của nhóm (hầu hết là thuộc dòng Gibson Les Paul). Anh chơi guitar qua bộ lọc âm Supro. Ngoài chiếc Fender, anh còn dùng cả chiếc Gibson J-200 mượn từ người bạn Big Jim Sullivan để chơi những phần guitar acoustic. Với ca khúc "Your Time Is Gonna Come", Page chơi chiếc Fender 10-dây sắt có chỉnh lại cao độ cho phù hợp.

### Sản xuất
Led Zeppelin được sản xuất bởi Jimmy Page và được chỉnh âm bởi kỹ thuật viên Glyn Johns – người từng cộng tác với The Beatles, The Rolling Stones và The Who. Theo Page, "album đầu tay thực ra là một album trực tiếp, thực sự là thế vì chúng tôi muốn như thế. Dĩ nhiên là có phần ghi đè, nhưng phần thu gốc là hoàn toàn được ghi trực tiếp." Page cũng sử dụng không gian phòng thu để tạo nốt lặng và hiệu ứng cho các bản thu – một trong những cải tiến kỹ thuật mà anh mới học được. Cho tới cuối những năm 60, hầu hết các nghệ sĩ vẫn thu âm bằng cách đặt micro ngay trước trống và máy chỉnh âm. Với Led Zeppelin, Page đề xuất việc bố trí thêm một micro khác xa hơn (cách khoảng 12 feet) và chỉnh sửa âm thanh cân bằng giữa 2 micro. Bằng kỹ thuật "cân bằng khoảng cách" này, Page chính là một trong những người đi tiên phong của kỹ thuật thu "âm thanh vọng": điều chỉnh khoảng cách âm thanh của một nốt thu từ những địa điểm khác nhau trong phòng thu.
Một trong những kỹ thuật quan trọng khác đó là việc "chế biến" phần hát của Plant. Trong bài phỏng vấn tạp chí Guitar World vào năm 1998, Page nhấn mạnh: "Giọng của Plant là rất khỏe, và vì vậy cần phải chỉnh sửa trong một vài ca khúc. Thực tế thì chúng tôi ưu tiên việc làm loãng tiếng." Trong "You Shook Me", Page đã sử dụng kỹ thuật "tiếng vọng ngược" làm cho tiếng vọng được nghe trước phần hát chính. Kỹ thuật này được này được thực hiện bằng cách bố trí băng thâu và ghi tiếng vọng như một phần thâu đè, rồi sau đó bật phần băng tiếng vọng sao cho nó được phát trước phần hát chính.
Đây cũng là một trong những album đầu tiên phát hành chỉ với định dạng stereo. Vào thời điểm đó, thông thường các nghệ sĩ vẫn sản xuất song song cả hai đinh dạng mono và stereo.

## Bìa đĩa
Phần ảnh bìa được chọn bởi Page, vốn là hình chụp đen trắng nổi tiếng của thảm họa Hindenburg. Bức ảnh cũng chính là lời giải thích tên gọi của nhóm: khi Page, Beck, Keith Moon và John Entwistle khi từng thảo luận về việc thành lập một ban nhạc mới, Moon đã nói đùa "Nó phải như kiểu một quả khí cầu hàng đầu!" và Entwistle đáp lại "... phải rồi, một lead zeppelin!" Phần bìa sau của album là bức hình chụp ban nhạc bởi cựu thành viên của The Yardbirds, Chris Dreja. Phần thiết kế toàn bộ album được hoàn thiện bởi George Hardie, người cũng được tin tưởng thiết kế cho các album sau này của nhóm.
Hardie nhớ lại rằng ban đầu anh định thiết kế cho album với ảnh bìa là hình biểu tượng của một hộp đêm ở San Francisco với hình ảnh một chiếc khí cầu đang bay trong mây. Page phản đối ý tưởng này, song nó vẫn được bố trí ở phần bìa mặt sau của 2 album đầu tiên của Led Zeppelin và cũng trong nhiều hoạt động quảng cáo. Trong những tuần đầu tiên phát hành tại Anh, phần bìa album có tên ban nhạc cùng với logo của hãng Atlantic, tất cả đều mang màu xanh ngọc. Sau khi bản phát hành được đồng nhất thành màu da cam vào vài năm sau, ấn bản xanh ngọc này trở thành đồ sưu tầm được ưa chuộng.
Album nhận được nhiều sự chú ý khi vào tháng 2 năm 1970 tại Copenhagen trong tour diễn vòng quanh châu Âu của mình, ban nhạc bị gán với cái tên "The Nobs" vì vướng phải những vấn đề pháp lý với vị quý tộc Eva von Zeppelin – người phát minh và sản xuất ra khí cầu hàng không "zeppelin". Zeppelin sau khi thấy hình ảnh của chiếc tàu LZ 129 Hindenburg trên ảnh bìa album đã đe dọa bằng biện pháp ngăn phát sóng nó qua đài phát thanh. Năm 2001, Gret Kot viết trên tạp chí Rolling Stone: "Phần bìa của Led Zeppelin... đã trưng hình chiếc khí cầu Hindenburg, với mọi thứ vinh quang tột đỉnh của nó, bị thiêu cháy trong ngọn lửa. Hình ảnh đó chính là một minh họa xuất sắc cho những gì bên trong album: tình dục, thảm họa và cả những sự bùng nổ."

## Sáng tác
Các ca khúc "Good Times Bad Times", "Dazed and Confused" và "Communication Breakdown" đã trình bày một thứ rock vô cùng dữ dội vốn không phổ biến trong thời kỳ cuối thập niên 60. Led Zeppelin cũng đã giới thiệu kỹ thuật chơi guitar acoustic dây sắt của Page trong "Black Mountain Side", cùng với đó là sự kết hợp hài hòa giữa acoustic và guitar điện trong "Babe I'm Gonna Leave You". Việc đề tựa sáng tác "Black Mountainside" cho Page đã gây nên tranh cãi suốt nhiều năm vì nó bị cho là lấy ý tưởng từ ca khúc nhạc folk nổi tiếng "Black Water Side" của Bert Jansch.
"Dazed and Confused" được lấy cảm hứng từ ca khúc cùng tên năm 1967 của Jake Holmes được coi là hạt nhân của cả album. Ca khúc được trình bày với những đoạn chạy bass của Jones, phần chơi trống của Bonham cùng những đoạn riff và solo guitar bởi Page. Đây cũng là ca khúc mà Page chơi guitar với cây vĩ của đàn violon (ý tưởng mà Page nghe theo nghệ sĩ David McCallum Sr. khi họ tình cờ gặp nhau trong phòng thu). Kỹ thuật này sau đó cũng được áp dụng trong "How Many More Times" – ca khúc lấy đoạn riff và phách theo giai điệu Bolero nổi tiếng.
Rất nhiều ca khúc thời kỳ đầu của ban nhạc được dựa theo khuôn mẫu của nhạc blues, và album cũng có những sáng tác của các nhạc sĩ khác: "You Shook Me" và "I Can't Quit You Baby" được viết bởi nhạc sĩ nhạc blues Willie Dixon, và đặc biệt "Babe I'm Gonna Leave You". Với ca khúc này, Page đã lầm tưởng bản hát nhạc folk theo bản thu của Joan Baez là bản gốc, nhưng rồi ban nhạc đã phải chỉnh sửa sau khi biết đây là một sáng tác của Anne Bredon từ những năm 50. Trong "You Shook Me", phần hát của Plant được bám theo phần guitar của Page – một trong những kỹ thuật kinh điển nhất của nhạc blues.
Beck từng thu âm ca khúc "You Shook Me" trong album của mình, Truth, và buộc tội Page đã ăn cắp ý tưởng của anh. Cùng John Paul Jones và Keith Moon, Page đã tham gia sáng tác, chơi và hòa âm cho ca khúc "Beck's Bolero" – ca khúc không lời của album Truth mà sau đó được Led Zeppelin lấy giai điệu để chơi nháp cho "How Many More Times". Điểm tương đồng duy nhất giữa chúng là đoạn riff gần giống nhau giữa Beck và Page – những nghệ sĩ cùng chơi cho The Yardbirds và là những người bạn thân từ thuở ấu thơ. Thực tế, chính Page là người đề nghị với Beck về việc gia nhập The Yardbirds ở vị trí guitar sau sự chia tay của Clapton.
Trong buổi phỏng vấn vào năm 1975, Page nói về những cảm hứng của riêng anh đối với âm nhạc trong album: "Về mặt hình thức, chúng tôi đều gần với nhạc blues. Tôi thực cảm thấy dồi dào ý tưởng từ những đoạn riff của The Yardbirds. Lúc mà Jeff ra đi, tôi đã phải đối mặt với hàng loạt điều mới lạ. Đó là những gì mà Eric đã áp đặt với sự dữ dội mà Beck muốn theo đuổi; và có lẽ nó còn khó khăn hơn đối với tôi bởi vì tay guitar thứ yếu là tôi giờ đã phải chơi guitar chính trong ban nhạc mới. Tôi bị áp lực khi phải tự viết đoạn riff. Trong bản LP đầu tay, tôi vẫn còn bị ảnh hưởng từ những ngày xa xưa. Tôi nghĩ nó cũng đã cho thấy một chút gì đó... Hiển nhiên là sẽ phải có ai đó chơi guitar lead, và chúng tôi đã phải cùng nhau chơi nháp sau đó suốt 6 tháng. Trong bản LP thứ hai, bạn đã bắt đầu nhận ra được thương hiệu của nhóm."
Plant cũng được ghi cho việc chơi "bass tạm thời" trong album. Trong bài phỏng vấn với tờ Rolling Stone vào năm 1995, Plant cũng nhắc lại câu chuyện này: "Thực tế, tôi từng là một tay bass tạm thời. Trong Led Zeppelin I, điều đó được ghi ngay cạnh tên tôi: hát chính, harmonica và bass tạm thời. Thật sự là rất tạm thời – chắc chỉ 1 lần, kể từ năm 1968. Một cái tên Chúa trời lại được xuất hiện ở bìa như vậy thật vui. Tôi đảm bảo rằng Jonesy [John Paul Jones] không thích điều này. Nhưng tôi chắc rằng cứ mỗi khi cậu ấy thấy bực là sẽ nói vì tôi từng chơi bass."

## Danh sách ca khúc
| Mặt A | Mặt A                      | Mặt A                                    | Mặt A      |
| STT   | Nhan đề                    | Sáng tác                                 | Thời lượng |
| ----- | -------------------------- | ---------------------------------------- | ---------- |
| 1.    | "Good Times Bad Times"     | John Bonham, John Paul Jones, Jimmy Page | 2:44       |
| 2.    | "Babe I'm Gonna Leave You" | Anne Bredon, Page, Robert Plant          | 6:40       |
| 3.    | "You Shook Me"             | Willie Dixon, J. B. Lenoir               | 6:30       |
| 4.    | "Dazed and Confused"       | Page                                     | 6:26       |

| Mặt B | Mặt B                     | Mặt B               | Mặt B      |
| STT   | Nhan đề                   | Sáng tác            | Thời lượng |
| ----- | ------------------------- | ------------------- | ---------- |
| 5.    | "Your Time Is Gonna Come" | Jones, Page         | 4:34       |
| 6.    | "Black Mountain Side"     | Page                | 2:13       |
| 7.    | "Communication Breakdown" | Bonham, Jones, Page | 2:29       |
| 8.    | "I Can't Quit You Baby"   | Dixon               | 4:43       |
| 9.    | "How Many More Times"     | Bonham, Jones, Page | 8:28       |

"How Many More Times" thực tế còn kèm theo một ca khúc khác (không ghi tên) là "The Hunter", sáng tác bởi Booker T. Jones, Steve Cropper, Duck Dunn, Al Jackson, Jr. và Carl Wells vào năm 1967, được trình bày lần đầu bởi Albert King. Các ấn bản LP sau này đều chỉnh sửa "How Many More Times" còn 3:30.
Có nhiều nguồn cho rằng Plant đã tham gia tích cực vào việc sáng tác song không được ghi tên vì những ràng buộc hợp đồng cũ với hãng CBS Records. Câu chuyện này được nhắc tới bởi Mick Wall, tác giả cuốn hồi ký về ban nhạc When Giants Walked the Earth.
Một số băng cassette đã thay đổi thứ tự các ca khúc của album. Trong một số ấn phẩm, mặt A được bắt đầu với "Your Time Is Gonna Come" và kết thúc với "How Many More Times", trong khi mặt B được bắt đầu với "Good Times Bad Times" và kết thúc với "Dazed and Confused".

## Thành phần tham gia sản xuất
Led Zeppelin
- Jimmy Page – guitar acoustic, guitar điện và guitar pedal steel, hát nền, sản xuất.
- Robert Plant – hát chính, harmonica, bass.
- John Bonham – trống, định âm, timpani, hát nền.
- John Paul Jones – bass, organ, hát nền.

Nghệ sĩ khách mời
- Viram Jasani – tabla trong "Black Mountain Side".

Sản xuất
- Barry Diament – chỉnh âm CD năm 1986.
- Chris Dreja – ảnh nền bìa đĩa mặt sau.
- Peter Grant – giám đốc âm nhạc.
- George Hardie – thiết kế bìa đĩa
- Glyn Johns – kỹ thuật viên âm thanh.
- George Marino – chỉnh âm CD.

## Đánh giá
| Đánh giá chuyên môn           | Đánh giá chuyên môn |
| Nguồn đánh giá                | Nguồn đánh giá      |
| Nguồn                         | Đánh giá            |
| ----------------------------- | ------------------- |
| Allmusic                      | [ 25 ]              |
| Blender                       | [ 26 ]              |
| Entertainment Weekly          | (A−)                |
| Oz                            | tích cực            |
| Q                             | [ 29 ]              |
| Rolling Stone (1969)          | tiêu cực            |
| Rolling Stone (2001)          | [ 31 ]              |
| The Rolling Stone Album Guide | [ 32 ]              |
| Piero Scaruffi                | (7.5/10)            |
| Sputnikmusic                  | [ 34 ]              |

Album được quảng bá với khẩu hiệu "Led Zeppelin – the only way to fly". Ban đầu, các nhận xét đều rất tiêu cực. Trong một bài viết ngắn gọn, Rolling Stone cho rằng ban nhạc "có vẻ sinh đôi với Jeff Beck Group, nhưng không thể nói rằng họ vẫn vậy hay tốt hơn chính họ 3 tháng trước đây... Nếu họ muốn làm tất cả để khỏa lấp khoảng trống kể từ Cream, có lẽ họ nên tìm một nhà sản xuất, một nhà thiết kế và những nhạc cụ tương xứng hơn với tài năng của họ." Tờ tạp chí cũng gọi Plant là "bản sao chép của Rod Stewart, song không gây hưng phấn bằng".
John Paul Jones sau này nhớ lại: "Chúng tôi thường xuyên muốn né tránh báo chí. Chẳng ai lại muốn tìm hiểu về chúng tôi vì bất kể lý do gì. Chúng tôi qua Mỹ rồi thấy Rolling Stone đánh giá về album đầu tay, và nó như kiểu nói về một ban nhạc Anh dở hơi. Không thể tin được. Với tất cả sự ngây thơ chúng tôi nghĩ đã làm một album tốt và mọi thứ đều mỹ mãn, và cái thứ độc hại đó thì lại bắt đầu phát tán. Chúng tôi không thể hiểu vì sao hay chúng tôi đã làm gì với họ nữa. Kể từ đó chúng tôi dần lảng tránh báo chí, nó như kiểu câu chuyện gà-và-trứng vậy. Chúng tôi từ chối họ, và họ cũng có quyền từ chối chúng tôi. Có lẽ chính vì chúng tôi đã thực hiện rất nhiều buổi diễn thành công nên các đánh giá mới dần trở nên tích cực như vậy."
Nhà báo Cameron Crowe sau này có ghi chép lại: "Đó là thời kỳ của những siêu nhóm nhạc, những siêu ban nhạc – những người có thể làm lu mờ mọi thứ, còn Led Zeppelin bắt đầu hành trình khám phá bản thân để ngược dòng chứng minh sự đúng đắn với con đường của mình." Tuy nhiên, đánh giá của báo chí lại không hoàn toàn tiêu cực. Tại Anh, album nhận được những lời động viên rất rõ ràng từ Melody Maker. Trong bài báo có nhan đề "Vinh quang của Jimmy Page - Led Zeppelin chính là câu chuyện để bàn tán", Chris Welch viết: "Thứ âm nhạc của họ không hoàn toàn là blues cho dù họ đã phần nào chơi theo nó. Họ đã cố gắng tránh hình ảnh yếu đuối bạc nhược của hầu hết những ban nhạc blues người Anh."
Thực tế, album đã có được thành công thương mại rất đáng kể. Album được dự định phát hành tại Mỹ vào ngày 12 tháng 1 năm 1969, một phần cho chiến dịch quảng bá tour diễn Bắc Mỹ đầu tiên của nhóm. Trước đó, Atlantic Records cũng đã cho phát hành khoảng 100 đĩa cho các nhà phát hành, nhà báo và đài phát thanh. Với vài đánh giá tích cực, cùng phản ứng nhìn chung rất tốt sau tour diễn của ban nhạc, album đã được tới 50.000 đĩa đặt hàng. Sau 2 tháng phát hành, Led Zeppelin cũng đã có được vị trí tại Billboard Top 10. Album còn nằm trong bảng xếp hạng này 73 tuần, còn tại Anh là 79 tuần. Tính tới năm 1975, khoảng 7 triệu đĩa đã được bán hết.

## Tôn vinh
Thành công và những đánh giá ngày nay về Led Zeppelin là không thể kể hết, kể cả với những đơn vị từng đánh giá ban đầu album một cách tiêu cực. Chẳng hạn, tạp chí Rolling Stone vào năm 2006 đã viết: "[Album] thực sự không giống với bất kể điều gì khác. Phần hòa âm của nó có tính tạo hình hơn Cream hay Jimi Hendrix, còn phần nhạc của nó thì không ngổn ngang như Iron Butterfly hay khoa trương như Vanilla Fudge. Có lẽ thứ gần gũi với nó nhất chính là sản phẩm của MC5 hay The Stooges – cả hai đều tới từ Michigan – song không 1 ai trong số đó có thể so sánh về tính trang nhã hay năng lực với Led Zeppelin, không phải vì Led Zeppelin có những ảnh hưởng chính trị, xã hội và xúc cảm hơn các ban nhạc kia. Những gì mà ban nhạc làm, thực sự, đã tạo nên niềm hi vọng cho số lượng lớn người nghe nhạc."
Theo Lewis, "thời gian không thể hủy hoại được chất lượng của một trong những album xuất sắc nhất. Có cả những sự thúc gấp và mê đắm về phần trình diễn vốn là một sự cuốn hút vĩnh hằng. 9 ca khúc đã tạo nên một tập hợp sức mạnh với sự năng động huyền ảo... Và đừng quên rằng với album này, Page dường như đã chọn lựa được riff chính là chìa khóa cho các sáng tác của mình."
Năm 2003, VH1 đã bình chọn đây là album xuất sắc thứ 44 của mọi thời đại, trong khi tạp chí Rolling Stone xếp Led Zeppelin ở vị trí số 29 trong danh sách "500 album vĩ đại nhất". Album cũng được coi là một trong những bước ngoặt quan trọng trong sự ra đời và phát triển của hard rock và heavy metal.

### Danh hiệu
| Đơn vị                           | Quốc gia | Danh hiệu                                  | Năm  | Thứ tự |
| -------------------------------- | -------- | ------------------------------------------ | ---- | ------ |
| The Times                        | Anh      | "100 album vĩ đại nhất"                    | 1993 | 41     |
| Rolling Stone                    | Mỹ       | "500 album vĩ đại nhất"                    | 2003 | 29     |
| Giải Grammy                      | Mỹ       | Grammy Hall of Fame                        | 2004 | *      |
| Q                                | Anh      | "Âm nhạc thay đổi thế giới"                | 2004 | 7      |
| Robert Dimery                    | Mỹ       | 1001 Albums You Must Hear Before You Die   | 2006 | *      |
| Classic Rock                     | Anh      | "100 album nhạc rock vĩ đại nhất nước Anh" | 2006 | 81     |
| Uncut                            | Anh      | "100 album đầu tay xuất sắc nhất"          | 2006 | 7      |
| Đại sảnh Danh vọng Rock and Roll | Mỹ       | The Definitive 200                         | 2007 | 165    |
| Q                                | Anh      | "21 album thay đổi lịch sử âm nhạc"        | 2007 | 6      |
| Rolling Stone                    | Mỹ       | "500 album vĩ đại nhất"                    | 2012 | 29     |

* không có thứ tự cụ thể

## Xếp hạng
Album
| Bảng xếp hạng (1969)              | Vị trí cao nhất |
| --------------------------------- | --------------- |
| Canadian RPM Top 100 Chart        | 11              |
| UK Albums Chart                   | 6               |
| US Billboard The 200 Albums Chart | 10              |
| French Albums Chart               | 19              |
| Japanese Albums Chart             | 36              |

| Bảng xếp hạng (1970)                  | Vị trí cao nhất |
| ------------------------------------- | --------------- |
| Norwegian Albums Chart                | 16              |
| Spanish Albums Chart                  | 1               |
| German Albums Chart                   | 32              |
| Australian Go-Set Top 20 Albums Chart | 9               |

Đĩa đơn
| Năm  | Đĩa đơn                | Bảng xếp hạng        | Vị trí cao nhất |
| ---- | ---------------------- | -------------------- | --------------- |
| 1969 | "Good Times Bad Times" | US Billboard Hot 100 | 80              |

## Chứng chỉ
| Quốc gia                 | Doanh thu  | Chứng nhận   |
| ------------------------ | ---------- | ------------ |
| Canada (Music Canada)    | 1,000,000+ | Kim cương    |
| Pháp (SNEP)              | 100,000+   | Vàng         |
| Thụy Sĩ (IFPI)           | 15,000+    | Vàng         |
| Argentina (CAPIF)        | 20,000+    | Vàng         |
| Úc (ARIA)                | 140,000+   | 2× Bạch kim  |
| Hoa Kỳ (RIAA)            | 8,000,000+ | 8× Bạch kim  |
| Tây Ban Nha (PROMUSICAE) | 100,000+   | Bạch kim     |
| Anh (BPI)                | 600,000+   | 2× Bạch kim* |
| Hà Lan (NVPI)            | 25,000+    | Vàng*        |

(*) Doanh thu chỉ tính bản chỉnh âm.